# Dicranella glauca
Dicranella glauca là một loài rêu trong họ Dicranaceae. Loài này được Besch. mô tả khoa học đầu tiên năm 1873.